# هری راسکین
هری راسکین (انگلیسی: Harry Ruskin؛ ۳۰ نوامبر ۱۸۹۴ – ۱۶ نوامبر ۱۹۶۹) فیلمنامه‌نویس و ترانه‌سرای اهل ایالات متحده آمریکا بود.
از فیلم‌هایی که وی در آن‌ها نقش داشته‌است، می‌توان به بانو گودایوا کاونتری، کارهای ناشایست جولیا، پستچی همیشه دو بار زنگ می‌زند، گمشده در حرم و سلطان جاز اشاره نمود.